# 乌拉佐沃
乌拉佐沃（羅馬化：Urazovo），是俄罗斯别尔哥罗德州的市级镇，属瓦卢伊基区，位于顿河流域内北顿涅茨河支流奥斯科尔河畔，在州首府别尔哥罗德东南方。
2021年有人口6,692人；2010年人口6,982；2002年人口6,878；1989年人口6,345。